# Raphiocera armata
Raphiocera armata är en tvåvingeart som beskrevs av Christian Rudolph Wilhelm Wiedemann 1830. Raphiocera armata ingår i släktet Raphiocera och familjen vapenflugor. Inga underarter finns listade i Catalogue of Life.